# روبن باترسون
روبن باترسون (بالإنجليزية: Ruben Patterson)‏ مواليد 31 يوليو 1975 في كليفلاند، هو لاعب كرة سلة أمريكي سابق بدأ مسيرته الاحترافية في سنة 1998. تم اختياره من قبل فريق لوس أنجلوس ليكرز خلال الدرافت. اعتزل اللعب في 2009.

## المسيرة الاحترافية
لعب مع لوس أنجلوس ليكرز في سنة 1999، ثم لعب مع سياتل سوبرسونيكس من سنة 1999 إلى 2001، ثم لعب مع بورتلاند ترايل بلايزرز من سنة 2001 إلى 2006، ثم لعب مع دنفر ناغتس في سنة 2006، ثم لعب مع ميلووكي باكز في موسم 2006–2007، ثم لعب مع لوس أنجلوس كليبرز في سنة 2007.

## روابط خارجية
- روبن باترسون على موقع إن بي أي (الإنجليزية)
- روبن باترسون على موقع سبورتس رفرنس (الإنجليزية)
- روبن باترسون على موقع كرة السلة الأوروبية.كوم (الإنجليزية)
- روبن باترسون على موقع كلية كرة السلة في سبورتس رفرنس.كوم (الإنجليزية)
- روبن باترسون على موقع ريلجم (الإنجليزية)
- روبن باترسون على موقع بروبوليرز (الإنجليزية)